# Skagens Museum

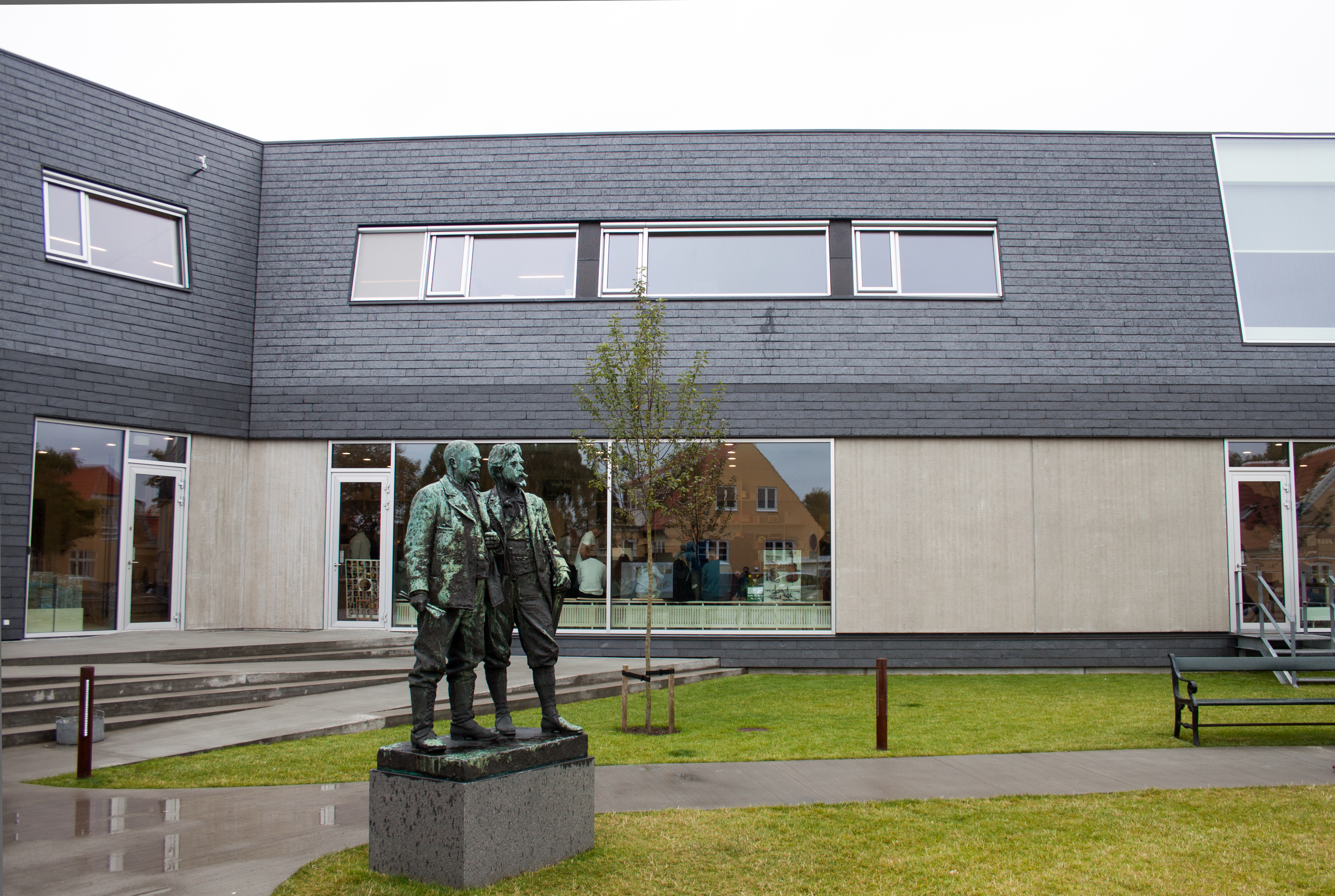
A múzeum bejárata 2015 júliusában. Michael Ancher és PS Krøyer szobra, Laurits Tuxen alkotása

A Skagens Museum a legészakibb dán település, Skagen város legrégebbi és leglátogatottabb múzeuma. Ez a művészeti galéria – időszaki kiállítások mellett – túlnyomórészt a skageni festők néven ismert, a 19. század végén, a 20. század elején itt élő és realista, valamint impresszionista stílusban alkotó művészkolónia festményeit mutatja be. Közülük Maria és P. S. Krøyer, Anna és Michael Ancher, Laurits Tuxen, Viggo Johansen és Holger Drachmann tartoznak a legismertebbek közé. A múzeum Dánia ötödik legnépszerűbb művészeti kiállítóhelye évi több mint 160 000 látogatóval.

## Története

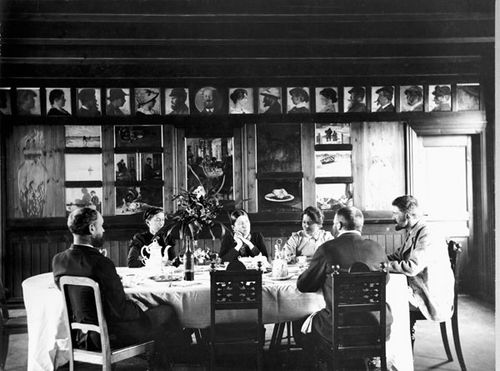
A Brøndums Hotel ebédlője 1891-92-ben

A Skageni Múzeumot 1908. október 20-án alapították a skageni festők csoportjához tartozó művészek, köztük Michael Ancher, Peder Severin Krøyer és Laurits Tuxen, akiket az igazgatótanács tagjaivá is megválasztottak, együtt Victor Christian Klæbel helyi patikáriussal, valamint Degn Brøndummal, az ünnepélyes alapításnak helyet adó Brøndums Hotel tulajdonosával, Anna Ancher fivérével. Céljuk az volt, hogy gyűjtsék a skageni festők alkotásait és pénzalapot hozzanak létre egy önálló kiállító helyiség megépítésére. Azt is elhatározták, hogy törzshelyüket, a szálloda ebédlőjét idővel át kell majd helyezni az új múzeumba. Ez a terem volt a művészkolónia kedvenc találkozóhelye már a kezdetektől, az 1870-es évek eleje óta.
Az első kiállításokat a helyi technikumban rendezték meg. P.S. Krøyer halála után, 1909-től, az ő háza lett a kiállítások helyszíne. 
1919-ben Degn Brøndum a szállodája telkének egy részét felajánlotta az újonnan építendő képtár céljaira. A tervezéssel Ulrik Adolph Plesner építészt bízták meg, aki maga is aktív tagja volt a helyi művészkolóniának. Az építkezést magánadományokból és alapítványok révén finanszírozták, a legnagyobb támogatók Degn Brøndum, Laurits Tuxen és a Carlsberg-alapítvány voltak. Az építkezés 1926-ban indult, a múzeum hivatalos megnyitójára 1928. szeptember 22-én került sor.
1982-ben, majd 1989-ben kibővítették a kiállítótermeket Jacob Blegvad építész tervei alapján. 1997-ben a múzeum adminisztrációja a technikum épületébe költözött.
A múzeumban 2014-16-ban folyó bővítési munkálatai a Brøndums Hotel ide áthelyezett régi ebédlőjét is érintik. Ezért a skageni múzeum portrégalériáját, ami a régi ebédlőben a mennyezet alatt körbefutó fríz formájában volt látható, ideiglenesen a kiállítóteremben helyezték el egy csoportban.
A mai múzeum kertjében sikerült a városban először nagyobb fákat nevelni az állandóan szeles környezetben, a homokos talajon. Itt láthatók a szoborgyűjtemény egyes darabjai is. Ugyancsak a múzeum kertjéhez tartozik az úgynevezett kerti ház, ami Skagen egyik legrégebbi épülete. Az 1853-as kolerajárvány idején kolera-kórház volt.
1880-ban, esküvőjük után, Michael és Anna Ancher ebbe az épületbe költözött. A műterem céljaira a tetőtérben nagy ablakot nyitottak. Lányuk, Helga Ancher, akiből később szintén festő lett, ebben a kis házban született 1883-ban. Csak a következő évben költöztek új házukba, ami ma már szintén múzeum Michael és Anna Ancher háza néven, de Michael Ancher tovább használta a kerti házat műterem céljaira. Ez az épület ma is a Skagens Museum komplexumához tartozik.

## Digitális feldolgozás
A múzeum számos festménye elérhető digitálisan a Google Art Project révén. Egy másik technológiai vívmány révén a múzeumban megtekinthető P.S. Krøyer Hip, Hip, Hurra! című festménye három dimenziós digitális feldolgozásban annak a helynek a közelében, ahol az annak idején eredetileg készült. (A kép ma a göteborgi művészeti múzeumban látható.) A fejlesztésre európai uniós forrásokból került sor.

## Bővítés
A múzeumban 2014-től jelentős bővítési munkálatok folynak, amelyek első szakasza 2015-ben zárult le. Friis & Moltke építészek tervei alapján az épületek helyiségeinek alapterülete összesen több mint 2000 négyzetméterrel bővül, ebből a kiállítóhelyek területe 509 m²-ről 917 m²-re nő, és alkalmassá válik a múzeum jelenlegi körülbelül 2000 darabos gyűjteménye mintegy felének egyidejű bemutatására. Frederikshavn község 5 millió dán koronával járult hozzá a projekthez, a többit alapítványi hozzájárulásokból fedezik.

## Publikációk
A múzeum számos albumot, könyvet ad ki dán, angol és más nyelven a skageni festők témakörében.

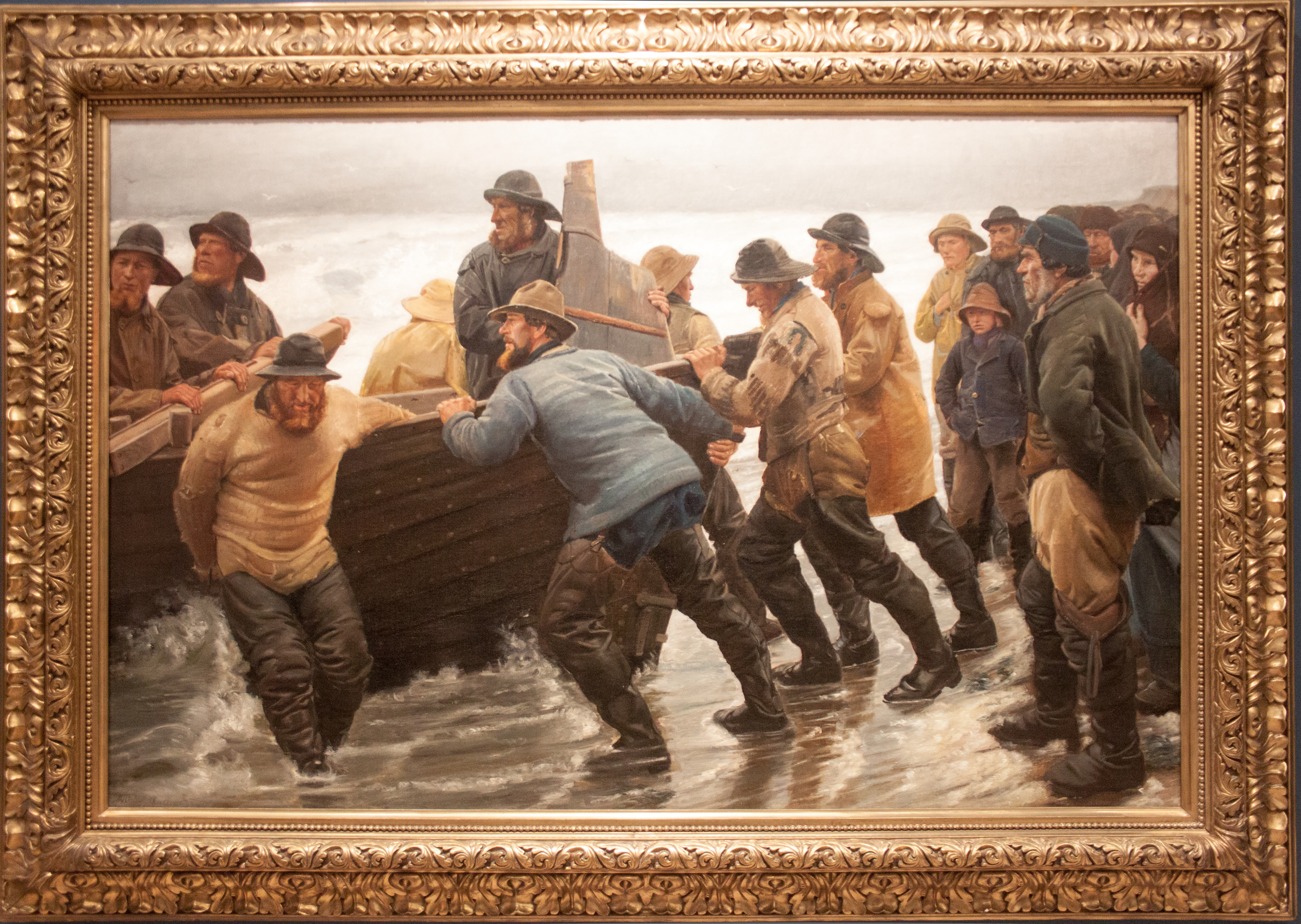
Michael Ancher: Halászcsónak vízrebocsátása
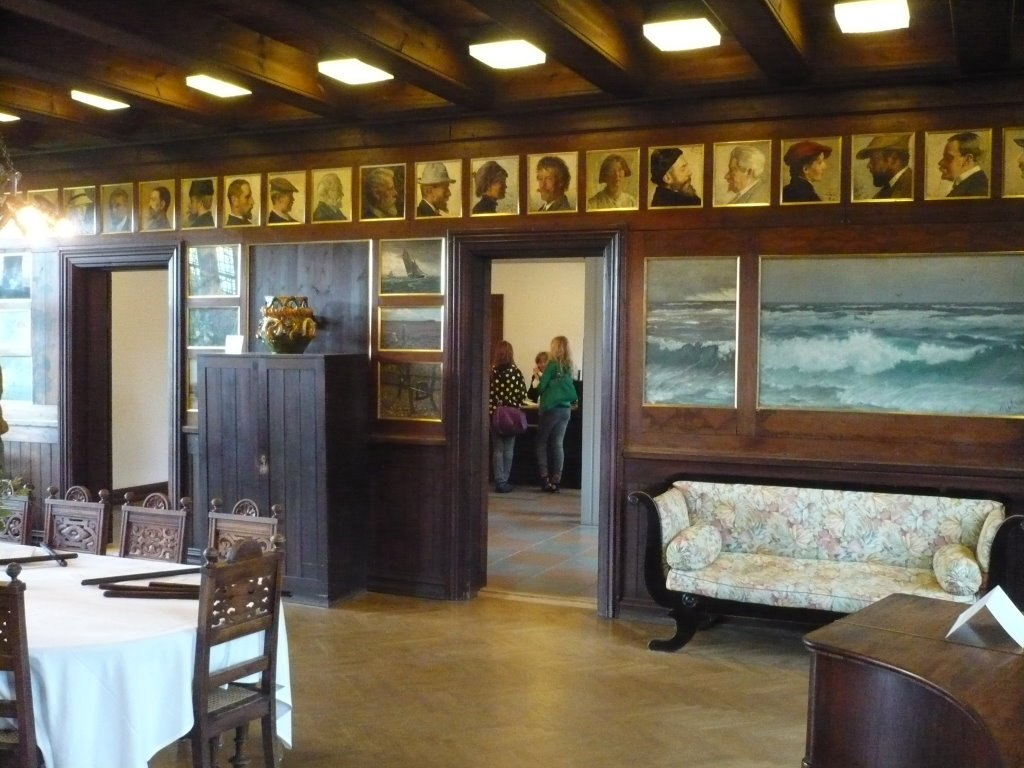
A Brøndum étkezője, a festők törzshelye
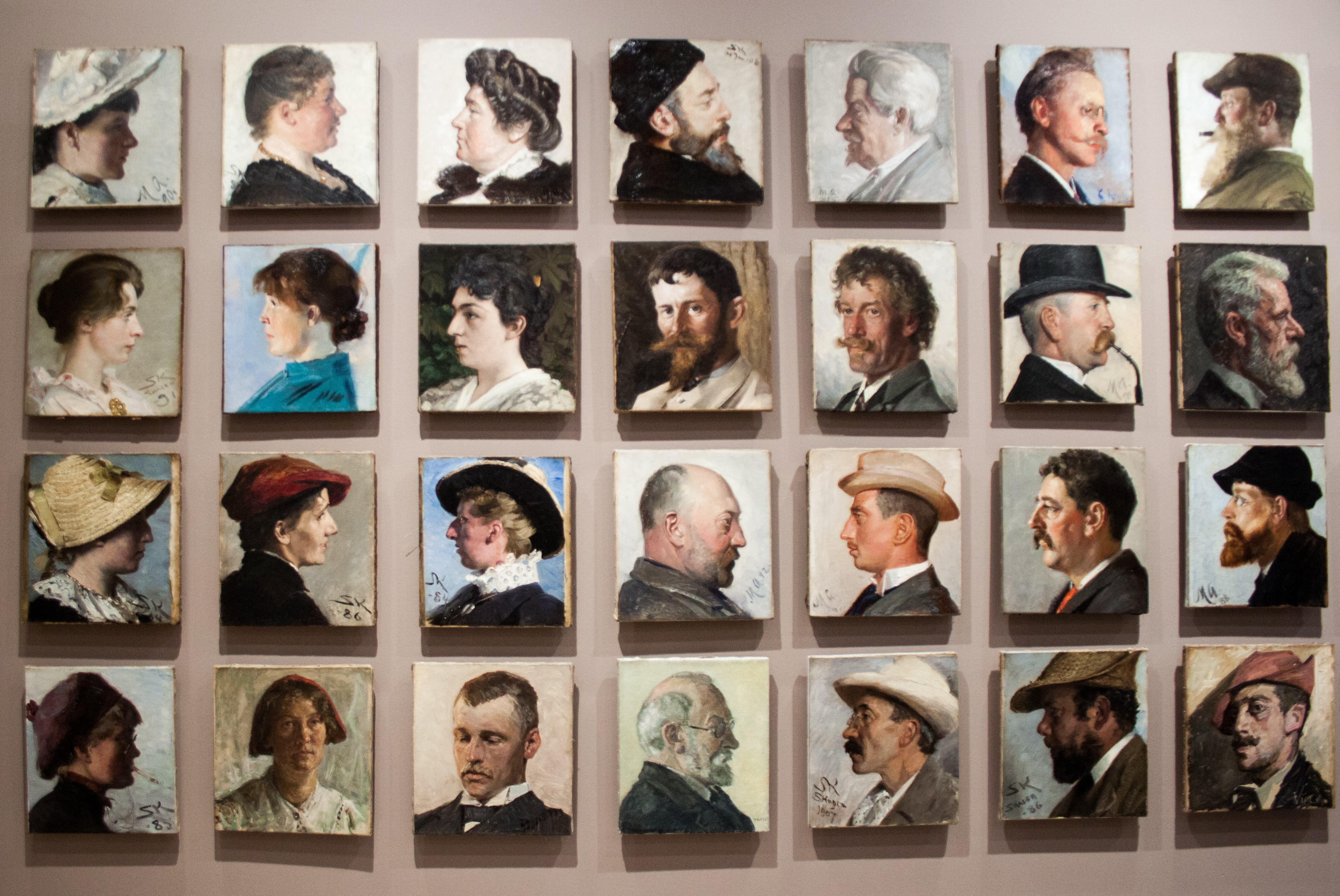
A portrégaléria első része
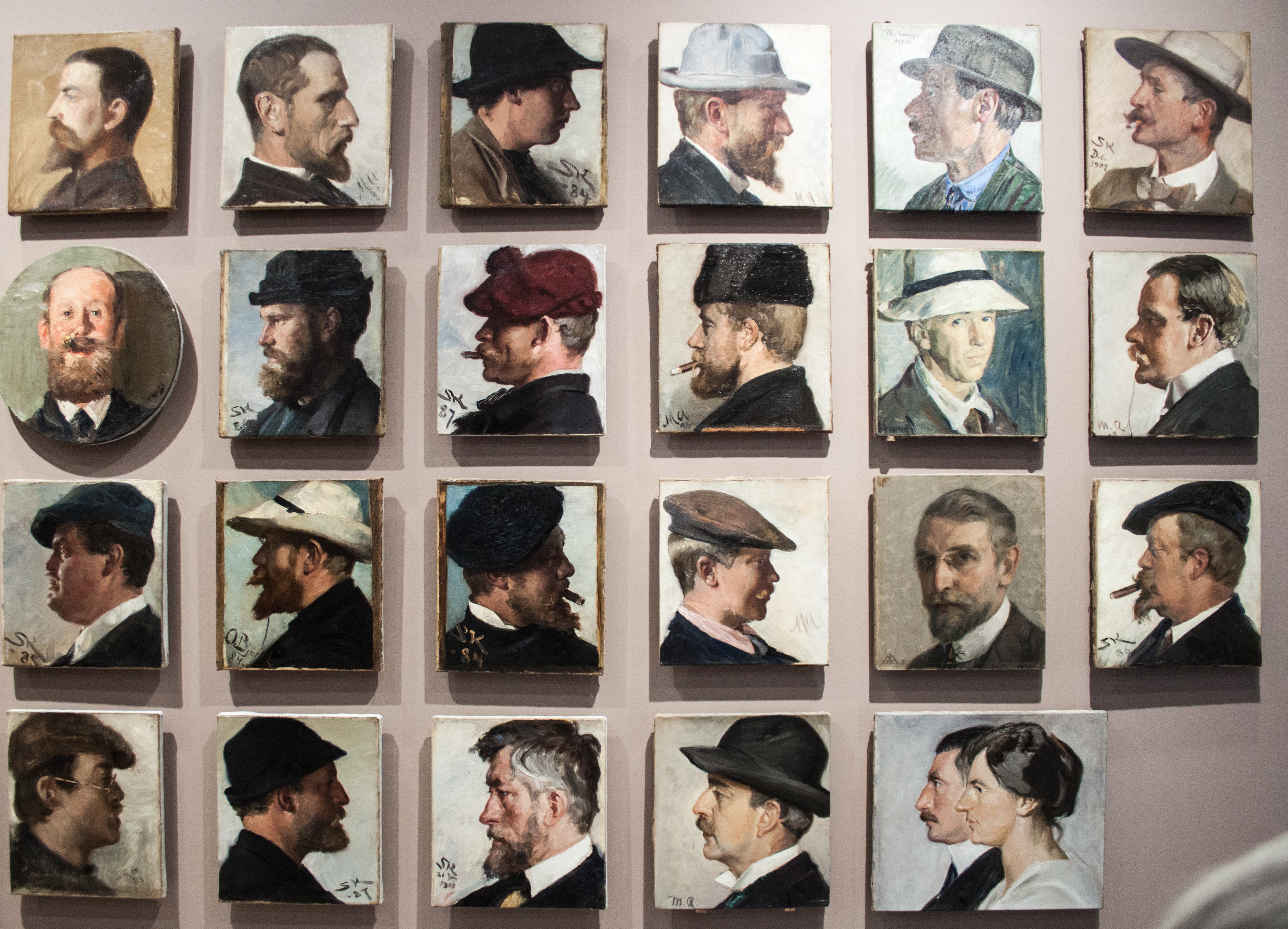
A portrégaléria második része
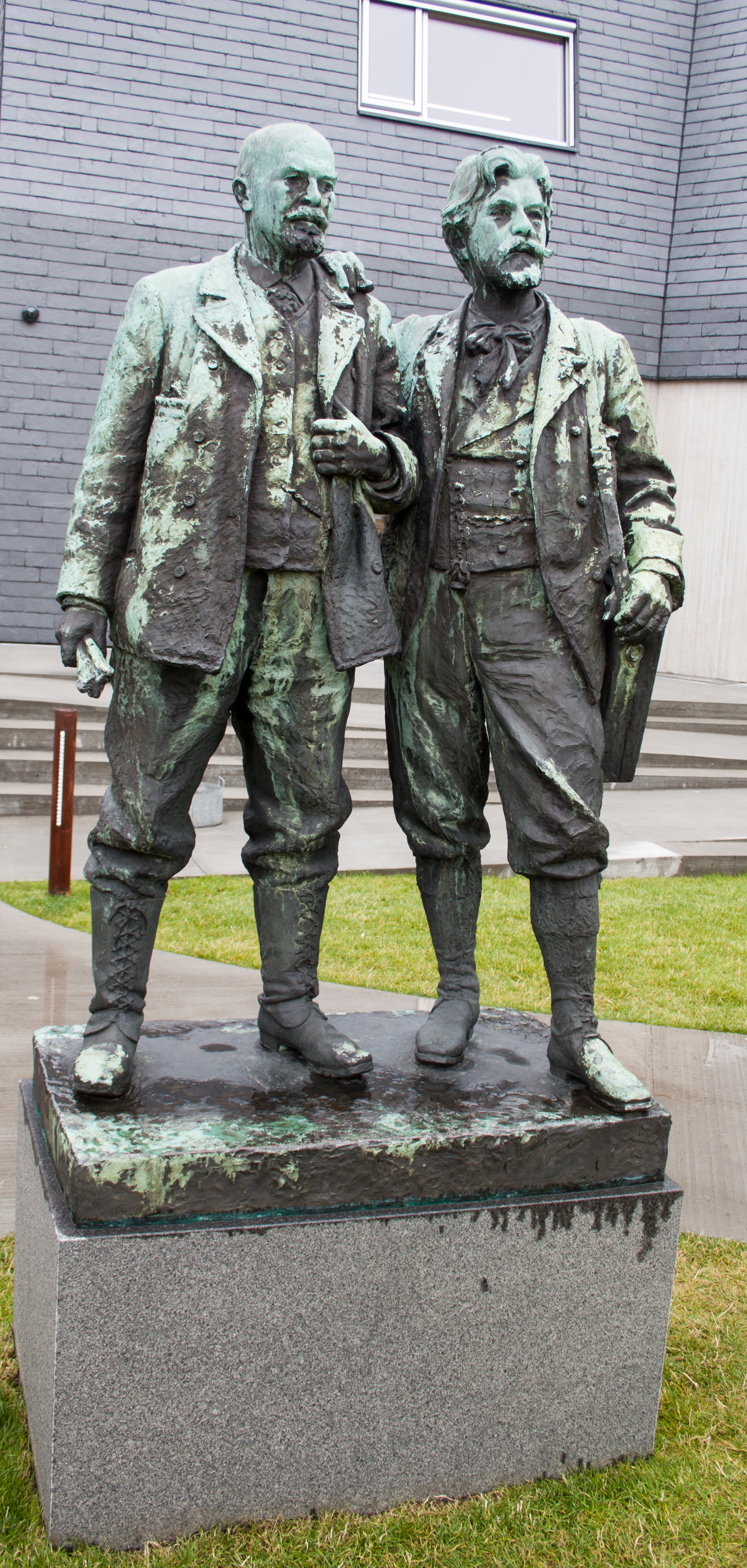
Tuxen szobra barátairól, Ancherről és Krøyerről
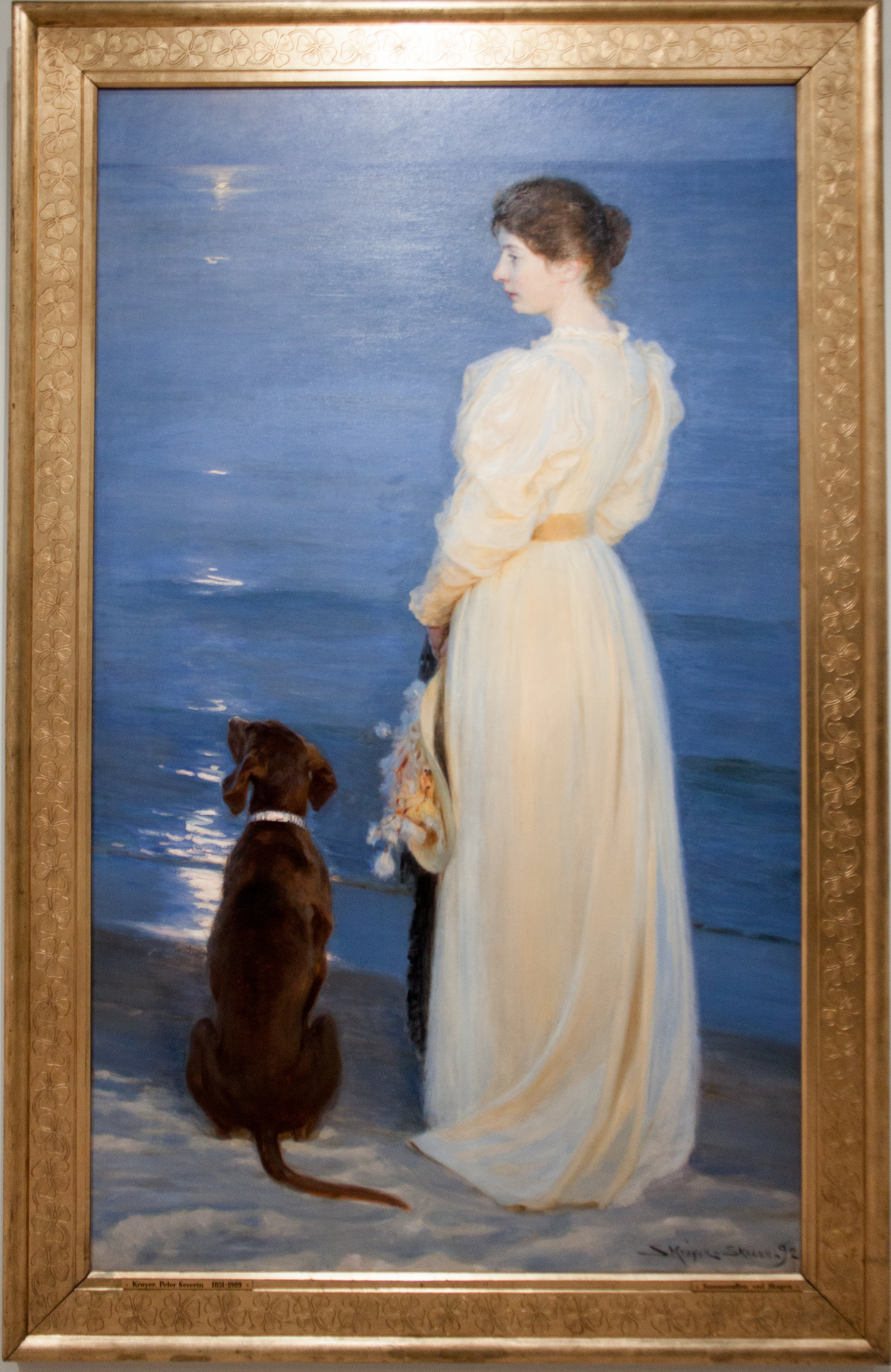
Krøyer: Nyári este

## Fordítás
- Ez a szócikk részben vagy egészben a Skagens Museum című angol Wikipédia-szócikk ezen változatának fordításán alapul.  Az eredeti cikk szerkesztőit annak laptörténete sorolja fel. Ez a jelzés csupán a megfogalmazás eredetét és a szerzői jogokat jelzi, nem szolgál a cikkben szereplő információk forrásmegjelöléseként.